# Confederación Sudamericana de Natación
De Confederación Sudamericana de Natación (CONSANAT) is de federatie voor Zuid-Amerikaanse zwembonden. De federatie maakt deel uit van de Swimming Union of the Americas en de Fédération Internationale de Natation. Een van de aangesloten bonden is de Surinaamse Zwem Bond. De bond is verantwoordelijk voor de organisatie van kampioenschappen in zwemmen, openwaterzwemmen, synchroonzwemmen, schoonspringen en waterpolo en houdt de records bij in deze sporten.
De federatie werd op 16 maart 1929 opgericht in Santiago, Chili. Het hoofdkantoor staat in Rio de Janeiro in Brazilië.